# Havatzelet HaSharon
Havatzelet HaSharon (hébreu : חֲבַצֶּלֶת הַשָּׁרוֹן, litt. « lys de Sharon ») est un moshav du district centre, en Israël. Il se trouve dans la plaine de Sharon près de la ville de Netanya. Rattaché administrativement au conseil régional de Emek Hefer, il compte 651 habitants en 2016.

## Historique
Le moshav est fondé en 1935 par des immigrés polonais. Il est nommé d'après Lillian Freiman, la femme de Aharon (Archibald Jacob, « Archie ») Freiman (qui a donné son nom à Bitan Aharon), un des dirigeants de l'Organisation sioniste mondiale au Canada et conseiller de Yéhoshoua Henkin. Tous deux ont notamment levé des fonds pour l'achat de Hemek Efer dans les années 1920 afin d'y rendre la colonisation juive possible.
Havatzelet HaSharon fait partie de l'Union agricole.
Amos Lapidot, ancien pilote des Forces de défense d'Israël, a résidé dans le moshav.